# 安德里伊夫卡 (鮑里斯皮爾區)
50°24′18″N 31°4′18″E / 50.40500°N 31.07167°E
安德里伊夫卡（烏克蘭語：Андріївка），是烏克蘭中北部基輔州鮑里斯皮爾區鲍里斯皮尔市镇内的村落。面積0.81平方公里，海拔高度101米，2001年人口169，人口密度每平方公里208.6人。